# Жигаловский рейд
Жига́ловский рейд — исчезнувший населённый пункт в Колпашевском районе Томской области. На момент упразднения входил в состав Новоселовского сельсовета. Упразднена в 1972 году. В настоящее время существует как дачные участки. Назван по близлежащей деревне Жигалово.

## География
Населённый пункт располагался на левом берегу реки Кеть, в 2 км (по прямой) к северо-западу от деревни Маракса.

## История
Населенный пункт возник в начале 1940-х годов как лесозаготовительный и лесосплавной участок. В 1960-е годы населённый пункт был отнесен к перспективным населённым пунктам и планировался к развитию.
Решением № 187 Томского облисполкома от 20 июля 1972 г. населённый пункт Жигаловский рейд исключён из учётных данных.

## Население
| 1952 | 1959 | 1970 |
| ---- | ---- | ---- |
| 173  | ↗268 | ↘65  |